# Brachysklereidy
Brachysklereidy – równowymiarowe komórki występujące w korze pierwotnej, łyku, rdzeniu łodygi i miąższu owoców. Jest to rodzaj komórek kamiennych (sklereidów). 
Brachysklereidy powstają przez pogrubienie ścian komórek miękiszowych w łyku wielu drzew. Występują w: 
- owocni takich owoców jak m.in. miąższ gruszki, żołądź, orzech leszczyny;
- w korze kłączy np. piwonii, korzeniach chrzanu czy bulwach dalii.